# Pierre-Perthuis
Ne doit pas être confondu avec Col de Pierre Pertuis.
 (mai 2020).
Si vous disposez d'ouvrages ou d'articles de référence ou si vous connaissez des sites web de qualité traitant du thème abordé ici, merci de compléter l'article en donnant les références utiles à sa vérifiabilité et en les liant à la section « Notes et références ».
Pierre-Perthuis est une commune française située dans le département de l'Yonne en région Bourgogne-Franche-Comté.
Dès l'Antiquité, les Romains construisent une voie romaine et des villae. Au Moyen Âge, vers le Xe siècle, un château est construit, puis pendant la guerre de Cent Ans et la Ligue, ce dernier est pris plusieurs fois par les différents belligérants.
Ses habitants, appelés les Perthuisiens, sont au nombre de 122 en 2017 et font partie du parc naturel régional du Morvan.

## Géographie

### Localisation
Pierre-Perthuis est localisé dans le sud-ouest du département de l'Yonne, à 55 km au sud-ouest de sa préfecture Auxerre. Le département de la Nièvre est à 5 km au sud (direction Bazoches).
Le village est situé sur un plateau dominant la vallée de la Cure. Sa superficie est d’environ 734 hectares, pour une altitude comprise entre 151 et 279 mètres. Il est établi sur les collines surplombant la vallée de la Cure.

### Communes limitrophes
Ce petit village se situe à mi-chemin entre Vézelay ou Saint-Père et Bazoches.

### Relief et géologie
La Cure a creusé la zone Sud de Vézelay, formant un défilé au nord du village de quarante mètres de hauteur, avant de s'élargir dans la vallée. Sur la rive droite, la falaise atteint une quinzaine de mètres de hauteur.
Près de cette falaise, sur un promontoire se situe une arche dénommée la « Roche Percée » creusée au fil du temps par l'érosion et constituée de granite. La couche supérieure de l'arche est datée de 185 millions d'années. L'arche est située à six mètres de hauteur et fait une largeur de huit mètres.

### Climat
Pour des articles plus généraux, voir Climat de la Bourgogne-Franche-Comté et Climat de l'Yonne.
En 2010, le climat de la commune est de type climat océanique dégradé des plaines du Centre et du Nord, selon une étude du Centre national de la recherche scientifique s'appuyant sur une série de données couvrant la période 1971-2000. En 2020, Météo-France publie une typologie des climats de la France métropolitaine dans laquelle la commune est exposée à un climat océanique altéré et est dans la région climatique  Lorraine, plateau de Langres, Morvan, caractérisée par un hiver rude (1,5 °C), des vents modérés et des brouillards fréquents en automne et hiver. 
Pour la période 1971-2000, la température annuelle moyenne est de 10,6 °C, avec une amplitude thermique annuelle de 15,7 °C. Le cumul annuel moyen de précipitations est de 847 mm, avec 12,6 jours de précipitations en janvier et 8,2 jours en juillet. Pour la période 1991-2020, la température moyenne annuelle observée sur la station météorologique de Météo-France la plus proche, « Lormes_sapc », sur la commune de Lormes à 16 km à vol d'oiseau, est de 11,2 °C et le cumul annuel moyen de précipitations est de 1 071,3 mm. 
La température maximale relevée sur cette station est de 40,7 °C, atteinte le 25 juillet 2019 ; la température minimale est de −18,1 °C, atteinte le 12 janvier 1987,,. 
Les paramètres climatiques de la commune ont été estimés pour le milieu du siècle (2041-2070) selon différents scénarios d'émission de gaz à effet de serre à partir des nouvelles projections climatiques de référence DRIAS-2020. Ils sont consultables sur un site dédié publié par Météo-France en novembre 2022.

## Urbanisme

### Typologie
Au 1er janvier 2024, Pierre-Perthuis est catégorisée commune rurale à habitat dispersé, selon la nouvelle grille communale de densité à sept niveaux définie par l'Insee en 2022.
Elle est située hors unité urbaine. Par ailleurs la commune fait partie de l'aire d'attraction d'Avallon, dont elle est une commune de la couronne,. Cette aire, qui regroupe 74 communes, est catégorisée dans les aires de moins de 50 000 habitants,.

### Occupation des sols
L'occupation des sols de la commune, telle qu'elle ressort de la base de données européenne d’occupation biophysique des sols Corine Land Cover (CLC), est marquée par l'importance des territoires agricoles (68,2 % en 2018), une proportion identique à celle de 1990 (68,2 %). La répartition détaillée en 2018 est la suivante : 
prairies (45,8 %), forêts (31,8 %), terres arables (14 %), zones agricoles hétérogènes (8,4 %). L'évolution de l’occupation des sols de la commune et de ses infrastructures peut être observée sur les différentes représentations cartographiques du territoire : la carte de Cassini (XVIIIe siècle), la carte d'état-major (1820-1866) et les cartes ou photos aériennes de l'IGN pour la période actuelle (1950 à aujourd'hui).

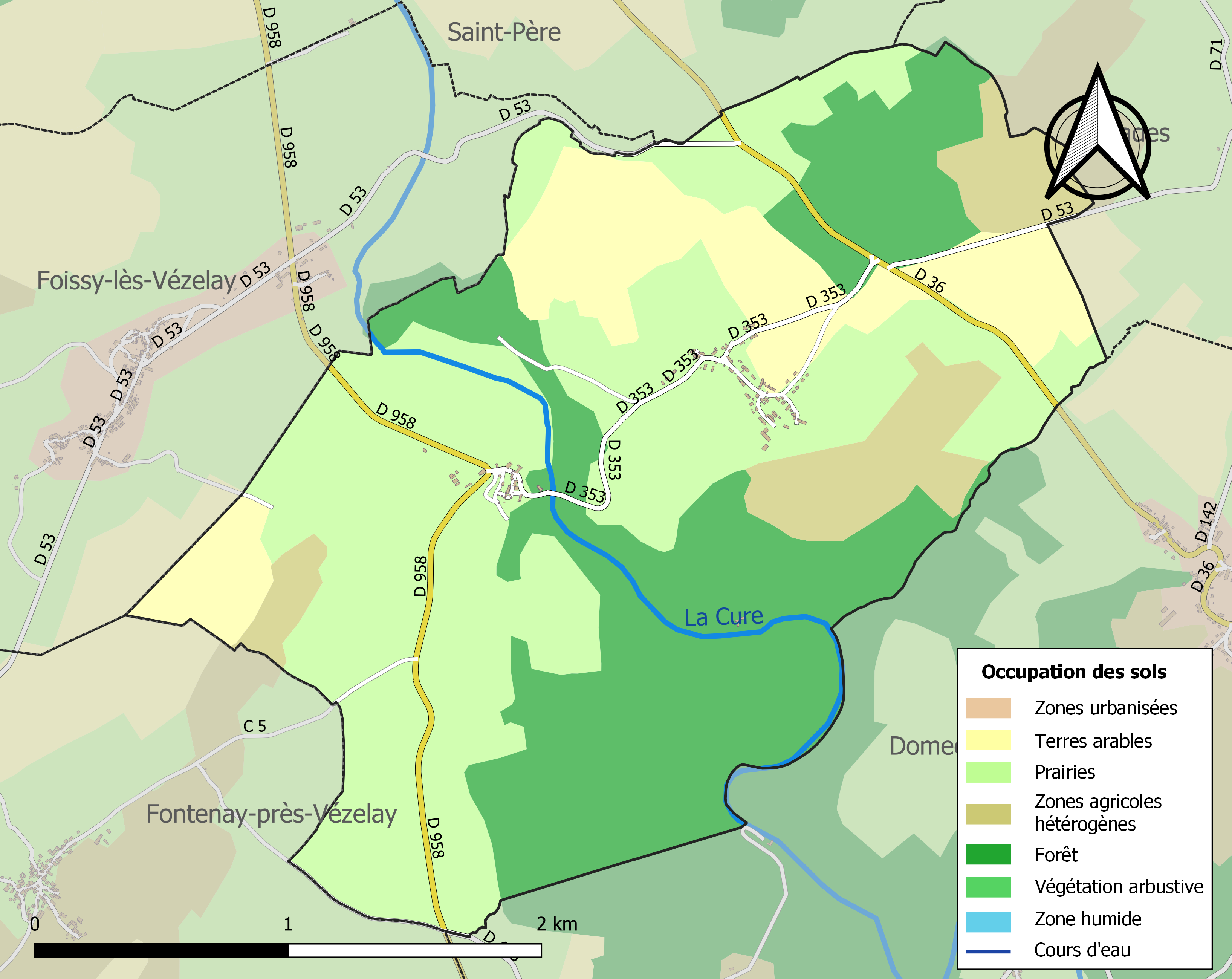
Carte des infrastructures et de l'occupation des sols de la commune en 2018 (CLC).

## Toponymie
La Roche percée, site naturel proche du village, anciennement appelée « Petra-Pertuisa », aurait donné son nom au village.

## Histoire

### Préhistoire
La mise au jour de plusieurs objets préhistoriques, notamment des haches en padéite polie, en granit et en silex, une perle en pierre, un percuteur, un racloir, des perçoirs, des pointes de flèches, des amandes et des lames en silex taillé, aux lieux-dits « La Presle » et « Les Petites Roches », attestent d'une occupation très ancienne du site de Pierre-Perthuis.

### Antiquité
Quelques menus objets retrouvés en surface de l'emplacement présumé de villas gallo-romaines, aux abords du château, et les vestiges de la voie romaine attestent d'une présence romaine sur le territoire de Pierre-Perthuis.

### Moyen Âge

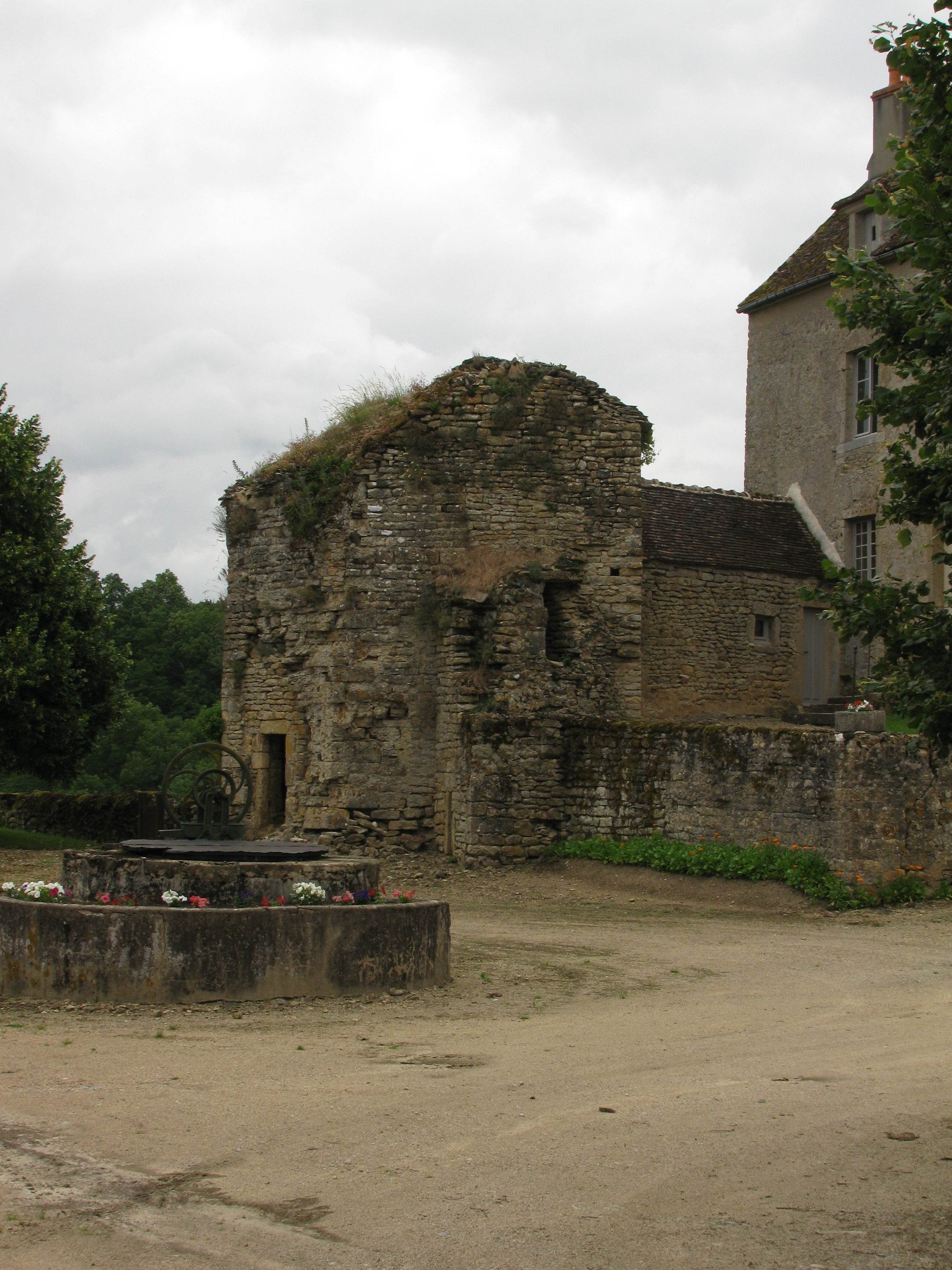
Tour de la prison qui appartient au Moyen Âge à l'enceinte extérieure du château.

Pierre-Perthuis (autrefois Pierre-Perthuise) est, dès le Xe siècle, le siège d'une seigneurie constituée des terres de  Tharoiseau, Menades et Précy-le-Moult (auj. hameau de Pierre-Perthuis), sur la rive droite de la Cure, pour lesquelles le seigneur prêtait hommage au duc de Bourgogne ; de Pierre-Perthuis, Fontenay-près-Vézelay, Soeuvres, Chalvron, Nuars, Saizy, Neuffontaines, Flez, sur la rive gauche de la Cure, pour lesquelles le seigneur prête hommage au comte de Nevers ; ainsi que de Beaulieu, Beauvoir et Marsigny.
L'origine du château date probablement de 873, époque où les Vikings remontent les cours d'eau du royaume de France pour piller. Cette année, les Vikings sont dans la vallée de la Cure et particulièrement à Saint-Père, un donjon est alors édifié pour se protéger d'une attaque. Le village devient à cette époque un point de passage important entre le Duché de Bourgogne et le Comté de Nevers.
Le château est réellement construit entre 935 et 938, sur l'escarpement de la rive gauche de la Cure, à la demande de Rotmond, évêque d'Autun, à l'aide de matériaux ponctionnés sur les anciennes villas gallo-romaines et l'abbaye de Cure voisines.
Vers l'an mil, le seigneur de Pierre-Perthuis fait bâtir une léproserie au lieu-dit « La Presle », près d'une fontaine à laquelle on prête dès lors des vertus de guérison. Pour l'abbé Baudiau, Pierre-Perthuis relève d'une famille seigneuriale qui en prend le nom, au moins depuis le XIe siècle, et qui serait une branche des Vergy ; il se peut que la seigneurie soit passée ensuite aux Saillenay (qu'évoque l'abbé Baudiau), c'est-à-dire aux Seignelay (vers 1190, il existait par exemple une parenté utérine entre les Pierre-Perthuis et les Seignelay, rapportée par Ernest Petit : Histoire des ducs de Bourgogne, t. III, 1889 : Hugues III, p. 47), car des généalogies citent les Seignelay comme sires de Pierre-Perthuis ; l'héritière Guillemette de Pierre-Perthuis citée plus bas, était donc peut-être une Seignelay (cf. un essai de reconstitution sur Geneanet, généalogie d'Alain Foullon). 
Vers 1180, Philippe Auguste, roi de France, convoque dans le château de Pierre-Perthuis Géraud Ier de Mâcon-Vienne, afin de le condamner à réparer les dommages causés par les rapines dont il s'est rendu coupable jusqu'alors.
Guillemette de Pierre-Perthuis, fille et héritière de Guy, seigneur de Pierre-Perthuis, et de sa femme Agnès, devient vers 1220 la seconde épouse d'Anséric de Toucy († 1242), seigneur de Bazarne, seigneur de Huban par sa première femme, vicomte d'Auxerre, et seigneur de Pierre-Perthuis par ladite Guillemette. Les seigneurs qu'on rencontre ensuite sont des Toucy ou des personnages plus ou moins apparentés.

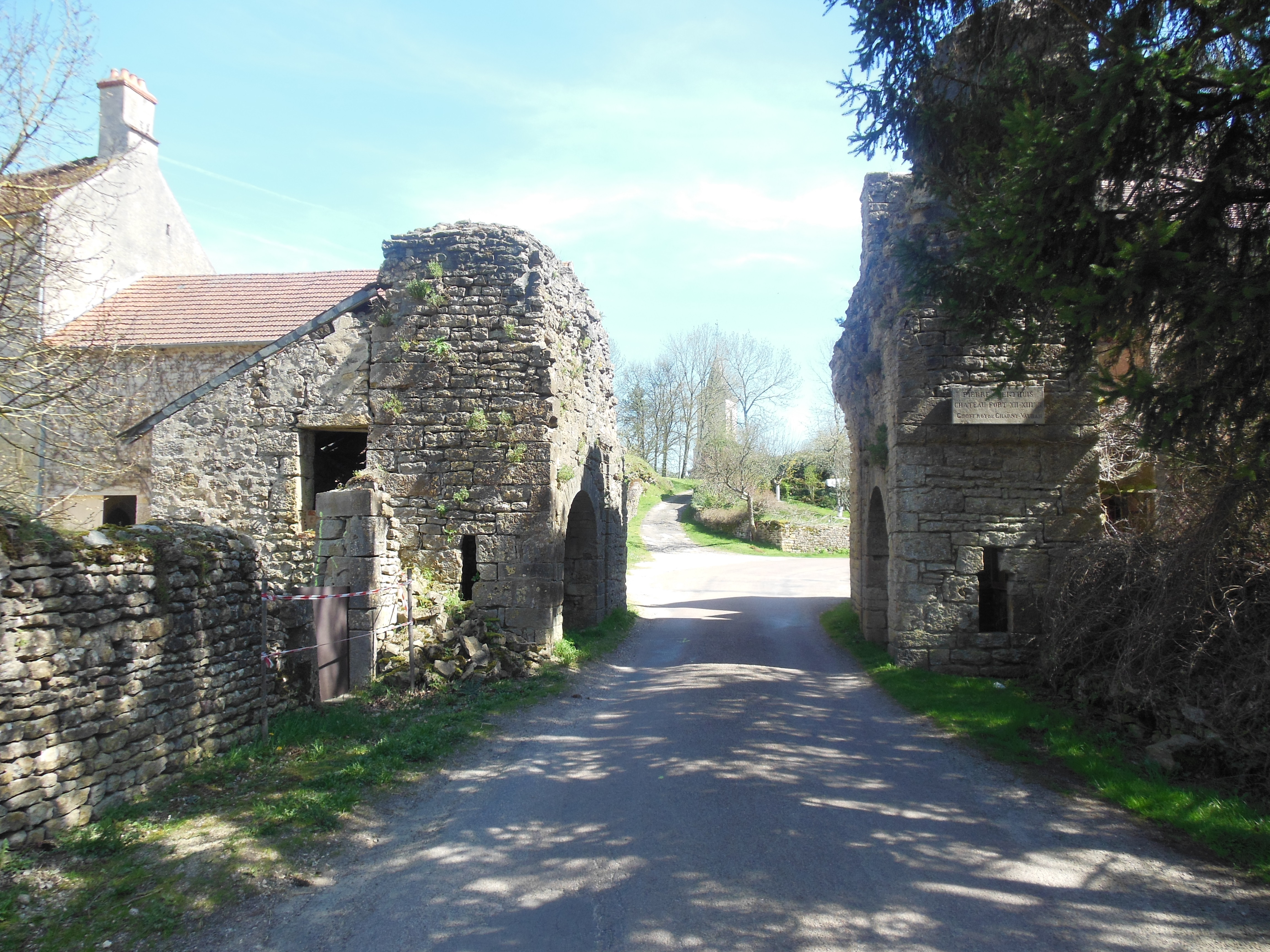
Porte

Ainsi, en 1336, le fief de Pierre-Perthuis revient par mariage à - Geoffroy de Charny (par sa première épouse, Jeanne de Toucy : Racines&Histoire, p. 3). Ensuite, Baudiau signale que - Hugues de Chalon-Arlay (probablement Hugues II, fils cadet de Jean II et Marguerite de Mello-Branche de Château-Chinon, Jarnac et Ste-Hermine ; or la 1° femme du père de ladite Marguerite fut Jeanne de Toucy, fille de l'amiral Othon de Toucy) se dit seigneur de Pierre-Perthuis en partie en 1375 (, p. 102). Puis on trouve au début du XVe siècle - Guy de La Trémoïlle, sire de Bourbon-Lancy, Uchon et Grignon, neveu de Guy VI, et fils de Guillaume de La Trémoïlle et Marie de Mello-branche d'Epoisses et de Givry, dame d'Uchon et Bourbon-Lancy (ladite Marie était issue du mariage vers 1164/1172 entre le connétable Dreux IV de Mello et Ermengarde de Toucy) ; Guy de La Trémoïlle épouse en 1409 Marguerite de Noyers, comtesse de Joigny, d'où : 
- Les La Trémoïlle-Joigny se fondent dans les Chalon-Arlay quand la fille héritière de Guy et Marguerite, Jeanne de La Trémoille († 1454), dame de Grignon, marie en 1425 Jean de Chalon, sire de Vitteaux, Lormes-Chalon et L'Isle-sous-Montréal.
- Comme pour Joigny, Lormes et L'Isle-sur-Serein, la succession passe ensuite aux Ste-Maure-Montgauger-Nesle lorsque Charlotte de Chalon-Joigny épouse 1° en 1479/1500 Adrien/Adrian de Ste-Maure, comte de Nesle (v. 1455-† v. 1504/1507)[19]. Et comme Lormes, on retrouve Pierre-Perthuis aux mains d'une petite-fille d'Adrien et Charlotte, Claude de Ste-Maure, femme de René de Bellanger, sire de Beauvais et La Planche-Hubert (à Couëtron-au-Perche).
- Ensuite, passage probable à une autre branche issue de Charlotte de Chalon-Joigny, veuve d'Adrian de Ste-Maure, et de son 2° mari, François d'Alègre, seigneur de Précy : les Alègre puis les Du Prat de Vitteaux : car Vauban achète Pierre-Perthuis en 1680 au comte de Vitteaux[20]. Vauban fut aussi acquéreur de Bazoches et de Vauban. Sa fille cadette Jeanne-Françoise hérite des deux seigneuries, mariée à Louis II Bernin, marquis de Valentinay, seigneur d'Ussé et de Rivarennes. Vente en 1745/1748 à Denis-François Angran d'Alleray (1716-guillotiné en avril 1794, 9 floréal de l'an II), dernier seigneur de Bazoches et Pierre-Perthuis.

Le château, reconstruit au XIIe siècle, fait régulièrement l'objet de sièges. En effet, en 1360 pendant la Guerre de Cent Ans, les troupes d'Édouard III, roi d'Angleterre, s'emparent du château et y installent des bandits anglais à sa solde, selon le médiéviste français du XIXe siècle Ernest Petit. Ils en sont chassés par les habitants de Vézelay, mais le réinvestissent par une ruse, avant d'être mis en déroute par les Vézeliens aidés des troupes de Philippe de Rouvres, duc de Bourgogne. Après avoir confié quelques semaines la réparation et la défense de la forteresse à Thibault de Rie, le Duc se porte acquéreur de la seigneurie, qu'il fait administrer en son nom par Jehan Gauterain, châtelain d'Avallon.
En 1365, des mercenaires bretons pillent Pierre-Perthuis et la forteresse, dont les défenses sont restaurées en 1388 sur l'ordre de Jean III de Chalon-Arlay.
En 1432, les troupes de Charles VII, roi de France, s'emparent du château. Les troupes royales en sont chassés, l'année suivante en 1433, par les soldats du duc de Bourgogne de Philippe le Bon grâce à l'utilisation d'un canon de très calibre (510 mm) surnommé « La Grosse Bombarde de Bourgogne ». La forteresse est réparée l'année suivante.
De 1440 à 1443, les écorcheurs tiennent le château, jusqu'à ce qu'ils soient mis en déroute par les troupes ducales. À l'issue du conflit, Philippe le Bon autorise Claude de Beauvoir, vicomte d'Avallon, à reconstruire les défenses.
Enfin, en 1470, les troupes de Louis XI, roi de France, s'emparent du château avant d'en être chassés par celles de Charles le Téméraire, duc de Bourgogne.
Pierre-Perthuis est le siège d'une cure dépendant de l'archiprêtré de Vézelay et du diocèse d'Autun, et sur laquelle les abbés de Cure et de Vézelay exercent alternativement un patronage.

### Époque moderne
Vers 1580, Charles-Emmanuel de Savoie, duc de Nemours et de Genève, ligueur, s'empare du château de Pierre-Perthuis qu'il fait réduire de peur de voir ses adversaires s'y installer.
En 1591, Jean VI d'Aumont, maréchal de France et ennemi de la Ligue aux ordres d'Henri IV, roi de France, attaque ce qu'il reste de la forteresse et la fait raser pour éviter que la forteresse ne retombe aux mains de ses ennemis. Claude de Sainte-Maure, dame de Pierre-Perthuis (cf. La Chesnaye : ), fait construire à l'emplacement de l'ancien donjon, avec les pierres du château, une petite maison forte appelée « Petit Castel », haute de 10 m et flanquée de deux tours d'angle.
En 1680, la seigneurie de Pierre-Perthuis est acquise par Vauban et intégrée au Comté de Vauban.
L'église actuelle est érigée à l'emplacement de l'ancienne chapelle castrale, dont elle reprend un élément pour abside.
En 1770, un pont dit « Pont de Ternos » est édifié sur le crot de Ternos (fond de 5 m de profondeur), à l'endroit le plus resserré de la Cure. Son architecture en arc surbaissé rappelle les ponts de la Rome antique, d'où le surnom de « pont romain ».
À la Révolution Française, en 1793, Pierre-Perthuis, devenue commune, dépend du canton de Vézelay, du district d'Avallon, et du département de l'Yonne, et en 1801, le village intègre l'arrondissement d'Avallon remplaçant le district.

### Époque contemporaine

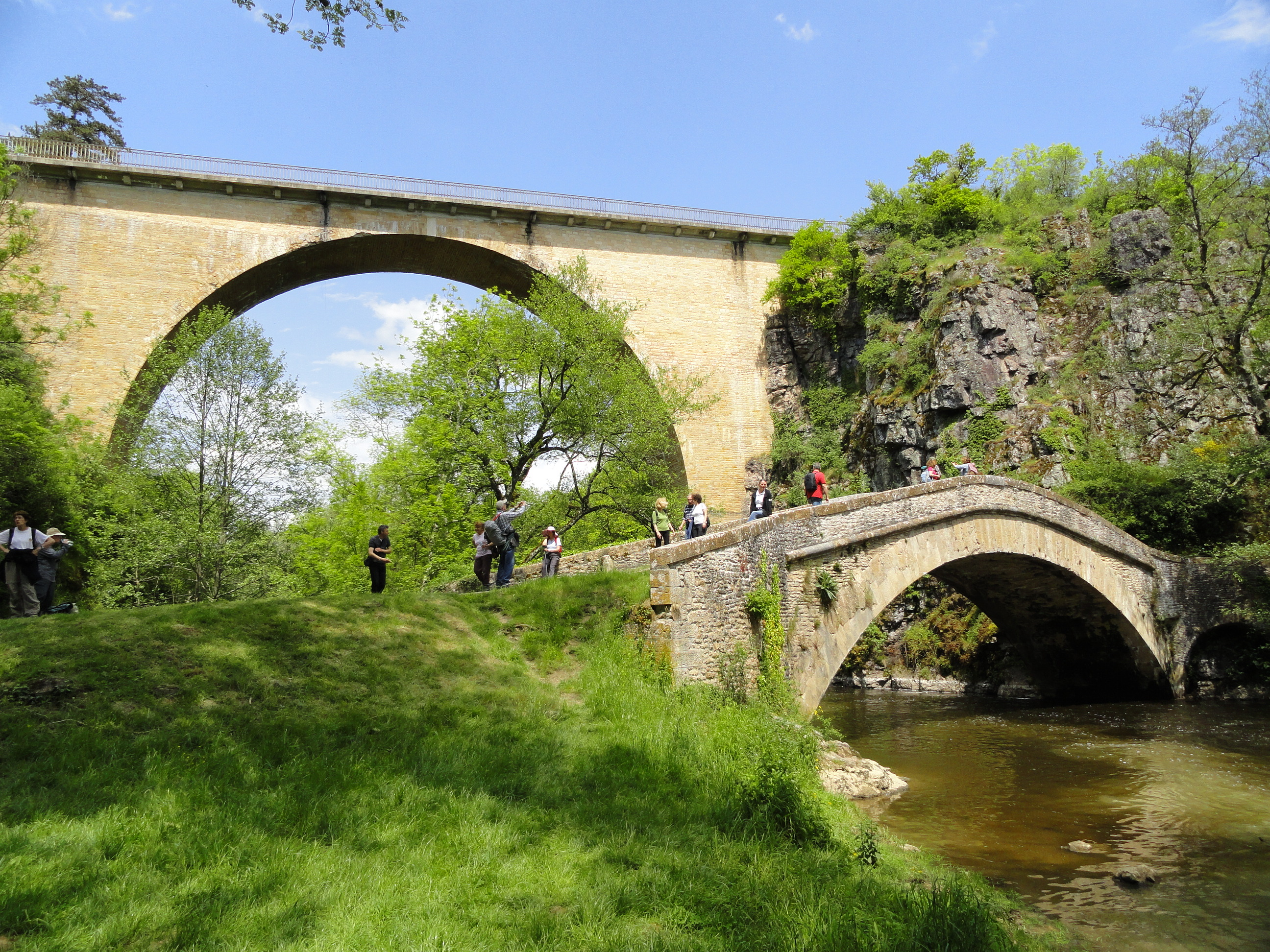
Les deux ponts sur la Cure.

En 1837, le "Petit Castel" est acheté par la commune et devient presbytère. Il est aujourd'hui une simple habitation.
En 1851, le "pont du Véarnais"  est reconstruit sur le ruisseau de Bazoches, donnant sur l'ancienne Via Agrippa.
En 1865, le clocher actuel de l'église Saint-Léonard remplace le clocheton initial.
De 1872 à 1874, le "Grand Pont" est construit en plein cintre de 30 m d'ouverture, à 35 m au-dessus de la Cure et du "pont de Ternos".
En 1921, 3 m2 de fresques murales du Moyen Âge tardif sont découvertes sous le badigeon de la partie ancienne de l'église.
En 1925, le pont de Ternos est restauré.
Depuis 2009, Pierre-Perthuis fait partie de la communauté de communes du Vézelien, devenue depuis Communauté de communes Avallon - Vézelay - Morvan par fusion avec d'autres intercommunalités.

## Politique et administration
Pierre-Perthuis dépend du département de l'Yonne depuis 1790, de l'arrondissement d'Avallon depuis 1801, du Canton de Joux-la-Ville depuis 2015 et de la région Bourgogne de 1960 à 2015 puis de la région Bourgogne-Franche-Comté depuis 2015.

### Liste des maires
| Période                                  | Période   | Identité         | Étiquette | Qualité      |
| ---------------------------------------- | --------- | ---------------- | --------- | ------------ |
| Les données manquantes sont à compléter. |           |                  |           |              |
| mars 2001                                | mars 2008 | André Villiers   |           |              |
| mars 2008                                | 2014      | François Rougier |           |              |
| 2014                                     | En cours  | Élise Villiers   |           | Viticultrice |

## Population et société

### Démographie
L'évolution du nombre d'habitants est connue à travers les recensements de la population effectués dans la commune depuis 1793. Pour les communes de moins de 10 000 habitants, une enquête de recensement portant sur toute la population est réalisée tous les cinq ans, les populations de référence des années intermédiaires étant quant à elles estimées par interpolation ou extrapolation. Pour la commune, le premier recensement exhaustif entrant dans le cadre du nouveau dispositif a été réalisé en 2005.

En 2022, la commune comptait 104 habitants, en évolution de −17,46 % par rapport à 2016 (Yonne : −1,95 %, France hors Mayotte : +2,11 %).
| 1793 | 1800 | 1806 | 1821 | 1831 | 1836 | 1841 | 1846 | 1851 |
| ---- | ---- | ---- | ---- | ---- | ---- | ---- | ---- | ---- |
| 209  | 240  | 196  | 227  | 231  | 222  | 218  | 216  | 231  |

| 1856 | 1861 | 1866 | 1872 | 1876 | 1881 | 1886 | 1891 | 1896 |
| ---- | ---- | ---- | ---- | ---- | ---- | ---- | ---- | ---- |
| 248  | 235  | 258  | 224  | 214  | 223  | 220  | 245  | 234  |

| 1901 | 1906 | 1911 | 1921 | 1926 | 1931 | 1936 | 1946 | 1954 |
| ---- | ---- | ---- | ---- | ---- | ---- | ---- | ---- | ---- |
| 220  | 213  | 172  | 158  | 130  | 131  | 126  | 106  | 93   |

| 1962 | 1968 | 1975 | 1982 | 1990 | 1999 | 2005 | 2006 | 2010 |
| ---- | ---- | ---- | ---- | ---- | ---- | ---- | ---- | ---- |
| 71   | 77   | 73   | 72   | 70   | 104  | 116  | 118  | 127  |

| 2015 | 2020 | 2022 | - | - | - | - | - | - |
| ---- | ---- | ---- | - | - | - | - | - | - |
| 130  | 107  | 104  | - | - | - | - | - | - |

### Sports
Pierre-Perthuis est une base de départ pour le canoë-kayak.

### Culte
Pierre-Perthuis appartient à la paroisse de Domecy-sur-Cure, au doyenné de l'Avallonnais, et à l'archidiocèse de Sens-Auxerre.

### Cinéma
Un certain nombre de films et téléfilms ont été tournés à Pierre-Perthuis. Parmi ceux-ci on peut citer :
- La Grande Vadrouille de Gérard Oury en 1966
- La Révolte des innocents téléfilm de Philippe Niang en 2018[28]

## Culture locale et patrimoine

### Lieux et monuments
Ruines du château de Pierre-Perthuis
Le château de Pierre-Perthuis est construit au Xe siècle pour se protéger des invasions des Vikings et est rasé en 1591 lors des Guerres de religion sur ordre du roi de France, Henri IV. Le château est attaqué à de nombreuses reprises pendant la guerre de Cent Ans et la Ligue, une de ces attaques voit l'utilisation par le duc de Bourgogne d'une bombarde de très gros calibre (510 mm) surnommée « La Grosse Bombarde de Bourgogne » dont deux boulets ont été retrouvés dans une extraction de sable sur la Cure. Une partie des vestiges du château (tour prison et porte du XIIe siècle) a été restaurée en 2019.
Maison-forte (XVIe siècle)
Moulin Gingon
Pont de Ternos (XVIIe ou XVIIIe siècle)
Le pont de Ternos dit "Vieux-Pont" ou "Pont-Romain", sur la Cure. Restauré en 1925, il a servi de décor à une scène de La Grande Vadrouille de Gérard Oury (1966).
Grand-Pont (XIXe siècle)
dit Viaduc, sur la Cure
Pont du Vearnais (XIXe siècle)
sur le ruisseau de Bazoches.
Crot de Ternos
Le Crot de Ternos est un site naturel où la Cure passe dans un défile de quarante mètres de hauteur et où il subsiste une falaise d'une quinzaine de mètres de hauteur sur la rive droite.
Roche percée
La Roche Percée est un site naturel composé de granite qui se situe sur un promontoire dans un méandre de la Cure, proche du Crot de Ternos. La partie supérieure de l'arche est datée de 185 millions d'années et surplombe un trou de six mètres de hauteur et de huit mètres de largeur. Le nom ancien du site « Petra Pertuisa » semble avoir transféré son nom au village.
Croix de chemin
Église Saint-Léonard (clocher XIXe siècle)
Fontaines (XIXe siècle)
Forge

Monuments de Pierre-Perthuis.
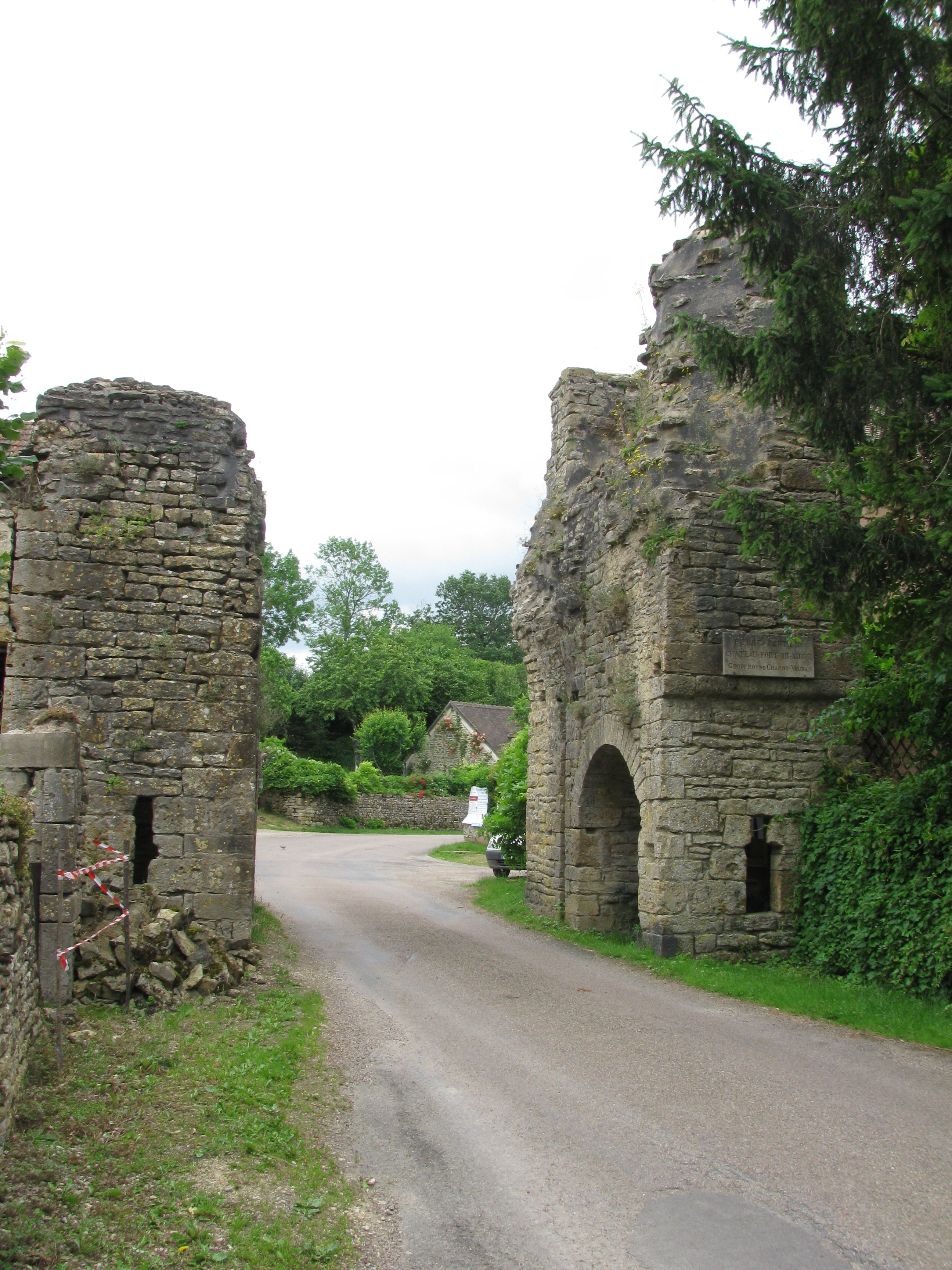
Poterne
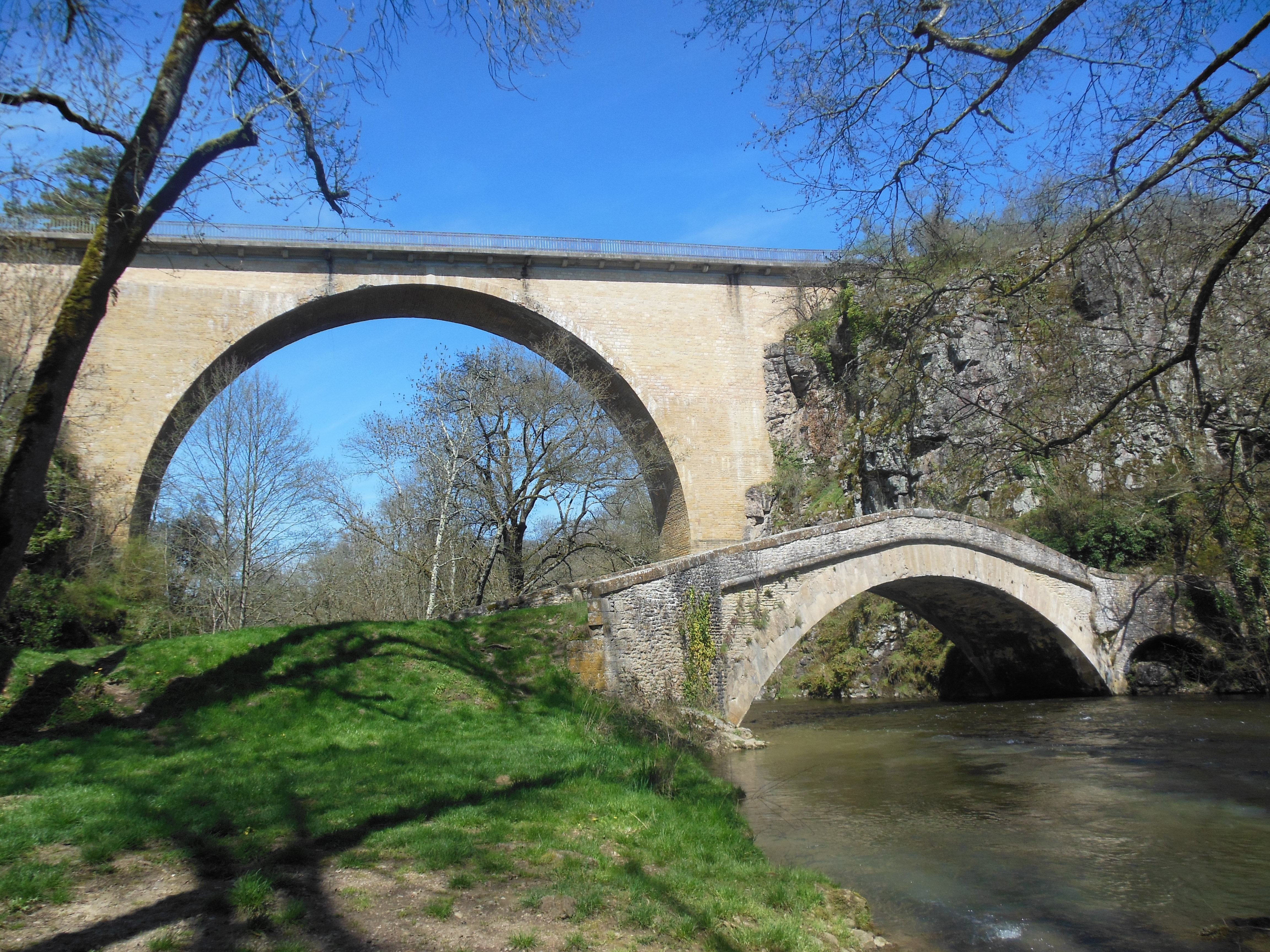
Grand-Pont et Pont de Ternos
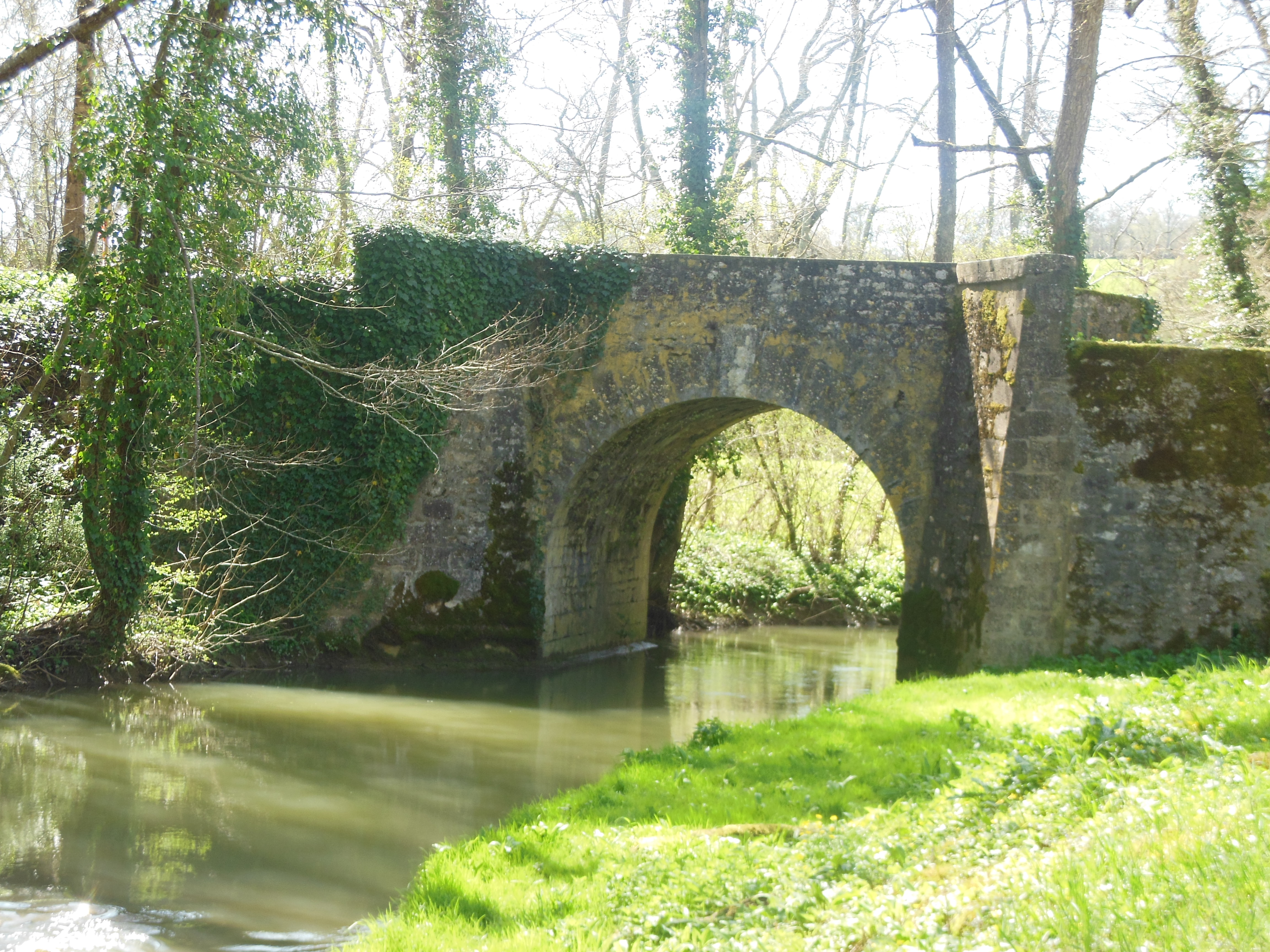
Pont du Vearnais
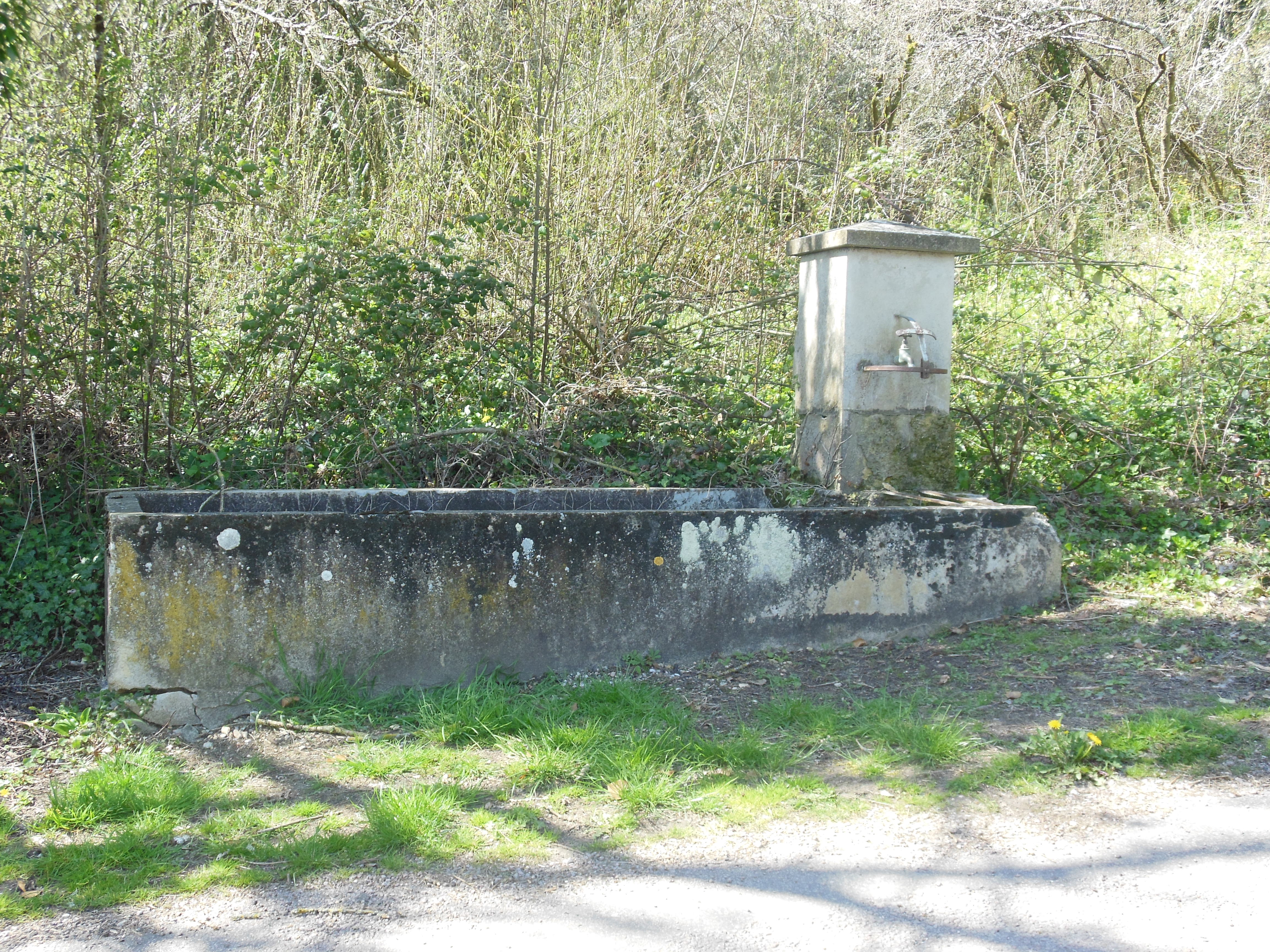
Fontaine
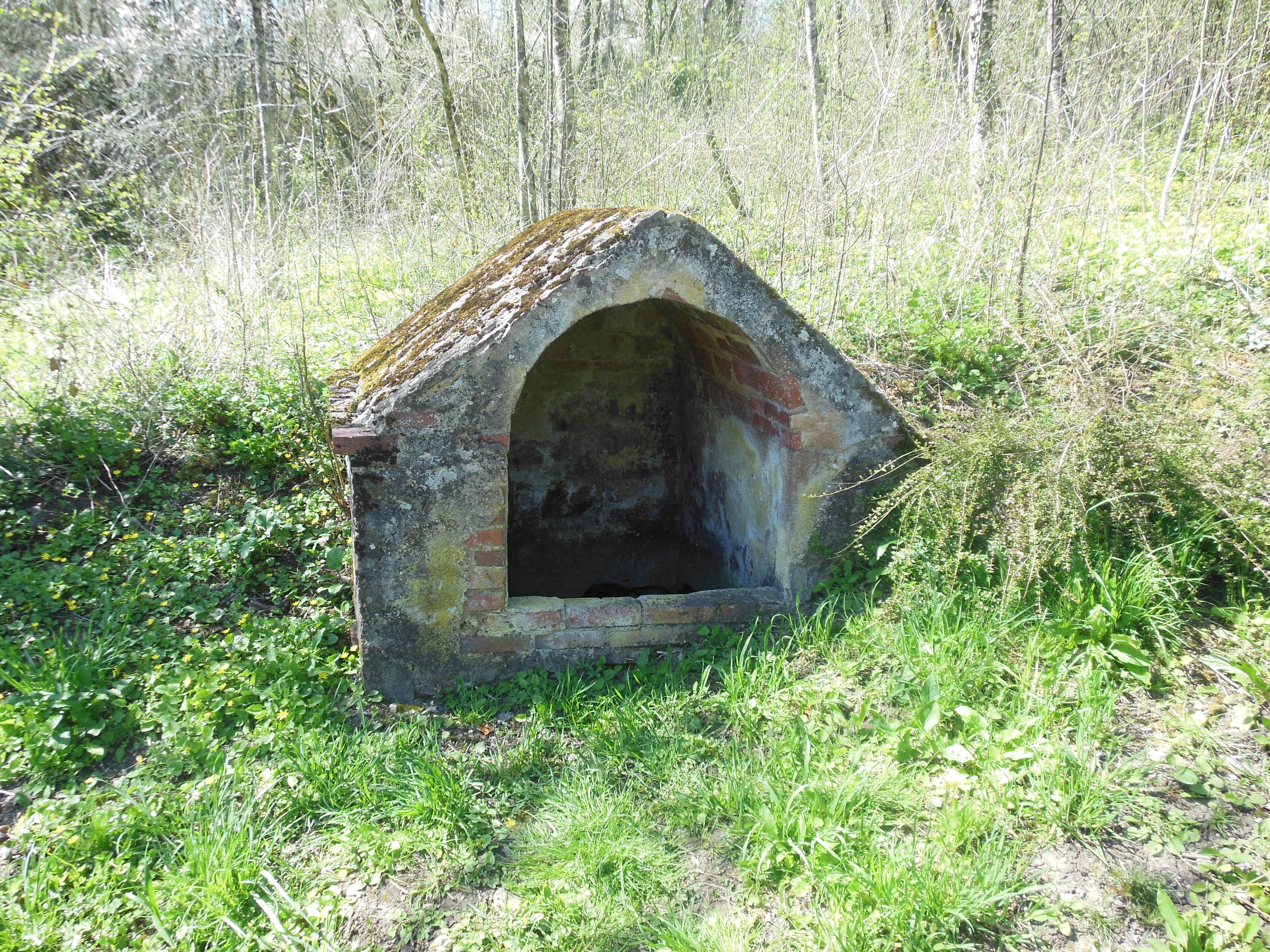
Fontaine
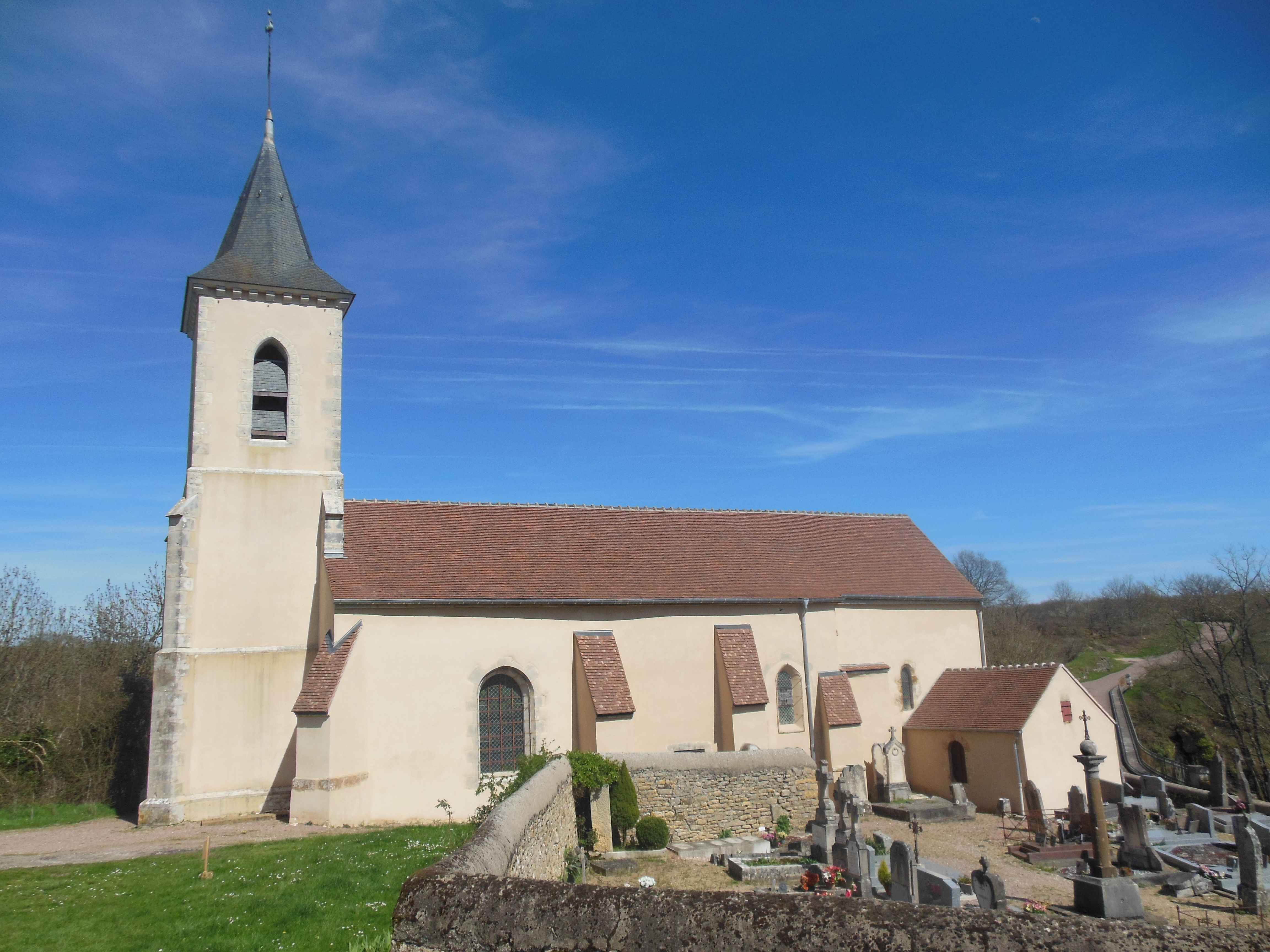
Église Saint-Léonard

### Personnalités liées à la commune
- Rotmond, évêque d'Autun, fondateur du château de Pierre-Perthuis ;
- Philippe de Rouvres, duc de Bourgogne, acquiert la seigneurie de Pierre-Perthuis en 1360 ;
- Jean III de Chalon-Arlay, seigneur d'Arlay, prince d'Orange, devient châtelain de Pierre-Perthuis par mariage ;
- Charles-Emmanuel de Savoie, duc de Nemours et de Genève, ligueur, s'empare et réduit le château de Pierre-Perthuis vers 1580 ;
- Jean VI d'Aumont, maréchal de France, ennemi de la Ligue, fait raser le château de Pierre-Perthuis.